# Stelmužė-eken

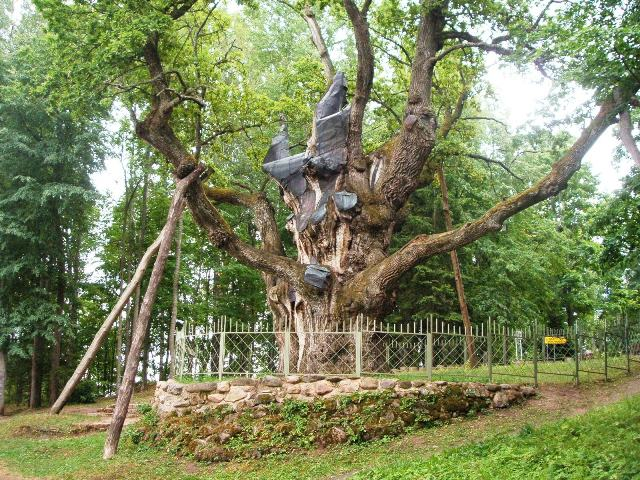
Stelmužė-eken

Stelmužė-eken (litauiska: Stelmužės ąžuolas) är en uråldrig ek som står vid byn Stelmužė i Utena, Litauen. Eken har en diameter på 3,5 m och är cirka 23 m hög. Man tror att den är minst 1500 år, kanske så mycket som 2000 år, det är dock inte möjligt att bestämma ekens exakta ålder eftersom den innersta kärnan är borttagen.
1960 blev eken ett naturminnesmärke i Litauen.